# Předboj
Předboj är en ort i Tjeckien.   Den ligger i regionen Mellersta Böhmen, i den centrala delen av landet, 16 km norr om huvudstaden Prag. Předboj ligger 207 meter över havet och antalet invånare är 349.
Terrängen runt Předboj är platt. Runt Předboj är det mycket tätbefolkat, med 1 754 invånare per kvadratkilometer. Närmaste större samhälle är Prag, 15,8 km söder om Předboj. Trakten runt Předboj består till största delen av jordbruksmark.